# محمود نديم بك آق ديلك
محمود نديم بك آق ديلك (بالتركية: Mahmut Nedim Akdilek)‏‏ (ولدَ في 1865 - توفي في 11 مارس 1940، إسطنبول) هو سياسي عثماني، تولى منصب والي اليمن.

## مناصبه
تولى المناصب التالية:
- والي اليمن (1911–1918)